# Mantas Fridrikas
Mantas Fridrikas (ur. 13 września 1988) – litewski piłkarz, grający na pozycji obrońcy.

## Kariera piłkarska
Fridrikas seniorską karierę rozpoczął w FBK Kowno. Występował w tej drużynie do końca 2011 roku. Wiosną 2012 roku przeniósł się do duńskiej drużyny FC Fyn występującym wówczas w trzeciej lidze. Latem powrócił do Kowna, a od początku 2013 roku jest graczem klubu FK Szawle.

## Kariera reprezentacyjna
Fridrikas debiut w reprezentacji zaliczył 17 listopada 2010 roku w towarzyskim meczu przeciwko Węgrom. Na boisku pojawił się w 46 minucie.
| Mecze i gole w reprezentacji | Mecze i gole w reprezentacji | Mecze i gole w reprezentacji | Mecze i gole w reprezentacji | Mecze i gole w reprezentacji | Mecze i gole w reprezentacji | Mecze i gole w reprezentacji |
| #                            | Data                         | Stadion                      | Rywal                        | Wynik                        | Gol                          | Rozgrywki                    |
| 2010                         | 2010                         | 2010                         | 2010                         | 2010                         | 2010                         | 2010                         |
| ---------------------------- | ---------------------------- | ---------------------------- | ---------------------------- | ---------------------------- | ---------------------------- | ---------------------------- |
| 1.                           | 17.11.2010                   | Székesfehérvár, Węgry        | Węgry                        | 0:2                          | 0                            | towarzyski                   |

## Sukcesy
- Mistrzostwo Litwy: 2007
- Puchar Litwy: 2008
- Superpuchar Litwy: 2007